# Milan Nápravník
Milan Nápravník (28. května 1931 Havlíčkův Brod – 27. října 2017 Kolín nad Rýnem) byl český spisovatel, redaktor, sochař a fotograf, představitel surrealismu.

## Život
Vystudoval reálné gymnázium v pražské Michli (1951) a poté dramaturgii na pražské FAMU (1952–1957). Po studiích začal spolupracovat s Československou televizí, kde se v roce 1960 stal dramaturgem redakce vysílání pro děti a mládež. Od roku 1966 byl redaktorem. Stál u zrodu televizních Večerníčků.
Koncem 50. let 20. století začal spolupracovat se surrealistickým okruhem soustředěným kolem Vratislava Effenbergera. Psal básně a teoretické texty. Vystoupil na přednáškách pořádaných tímto názorovým sdružením v roce 1963 v kavárně Mánesa v Praze. Později spolupracoval s okruhem literátů a výtvarníků sdružených kolem časopisu Tvář.
Po sovětské okupaci roku 1968 emigroval, nejprve do Západního Berlína, později do Francie, od roku 1970 žil v Německu, v Kolíně nad Rýnem pracoval jako rozhlasový redaktor. V 80. letech se začal živit jako malíř, sochař a umělecký fotograf ve svobodném povolání. Procestoval v té době též Indonésii, kde prováděl soukromý etnologický výzkum. Spolu s Heribertem Beckerem připravil v roce 1978 v bochumském Kunstmuseu velkou surrealistickou výstavu Imagination. Od roku 1989 žil a pracoval střídavě v Praze a Kolíně nad Rýnem.

### Básnické dílo
- Básně, návěstí a pohyby. 1958–1960 (1966)
- Moták (1969)
- Beobachtungen des stehenden Läufers (1970)
- Der Wille zur Nacht (1980) - česky Vůle k noci (1988)
- Na břehu. Surrealistické protokoly (1992)
- Inverzáž (1995)
- Příznaky pouště (2001)

### Prozaické dílo
- People who meet meet again. Praha: Rubato, 2022 [korespondence s K. Köcherem]
- Dům dýmu. Praha: Rubato, 2024

### Esejistické dílo
- Prokletá slast a jiné eseje. Praha: Academia, 2019
- Eseje a kritiky. Praha: Rubato, 2023

### Dramatické dílo
- Rozhlasové hry. Praha: Rubato, 2023

## Překlady
- Aus den Kasematten des Schlafs (Z kasemat spánku). Tschechoslowakische Surrealisten (Mnichov 1980, s H. Beckerem a E. Herzigovou, též ed.).